# 新疆伊力特绿原糖业
新疆伊力特绿原糖业有限责任公司，前身即新疆生产建设兵团农二师湖光糖厂（新疆湖光糖厂）。糖厂于1985年建成投产，现今是以甜菜为生产原料的中型制糖企业，主要产品为：白砂糖、甜菜颗粒粕、食用酒精，使用的品牌为绿原牌、静月牌。2007年的报道称，该公司隶属于新疆生产建设兵团第二师下属的冠农股份，公司生产原料来源为农二师所辖的八个农牧团场和地方国营农场，甜菜种植种植面积达60万亩。